# Disa Östrand
Disa Johanna Östrand (19 febbraio 1986) è un'attrice svedese.

## Biografia
Disa Östrand ha debuttato nel 2005 con il cortometraggi Varmt och salt, Jag vill ha allt e Deception. Il suo primo ruolo importante è stato quello di Eva in Känn ingen sorg.

## Vita privata
Ha una relazione col collega Alexander Salzberger, dal quale ha avuto un figlio.

## Filmografia

### Cinema
- Varmt och salt, regia di Farshid Seilatani - cortometraggio (2005)
- Jag vill ha allt, regia di Maria Eriksson-Hecht - cortometraggio (2012)
- Deception, regia di Levi Dean - cortometraggio (2012)
- Känn ingen sorg, regia di Måns Mårlind e Björn Stein (2013)
- Smink, regia di Kristian A. Söderström - cortometraggio (2014)
- Balkan Noir, regia di Drazen Kuljanin (2017)
- Secret Chord, regia di Karl Thyselius - cortometraggio (2019)

### Televisione
- Arne Dahl: Himmelsöga - serie TV, 2 episodi (2015)
- 30° i februari - serie TV, 5 episodi (2016)
- Il commissario Montalbano - serie TV, episodio 14x02 (2020)
- Når støvet har lagt sig - serie TV, 2 episodi (2020)
- 12:13 - serie TV, 2 episodi (2020)
- Love & Anarchy (Kärlek & Anarki) - serie TV, 3 episodi (2020)
- Lyckoviken - serie TV, 9 episodi (2020)
- Hammarvik - Amori e altri omicidi - serie TV (2020) 4 stagioni